# Biblioteka Publiczna i Centrum Kultury im. Kazimiery Iłłakowiczówny w Trzciance
Biblioteka Publiczna i Centrum Kultury im. Kazimiery Iłłakowiczówny w Trzciance – biblioteka działająca na obszarze miasta Trzcianka i gminy Trzcianka. Biblioteka realizuje zadania Powiatowej Biblioteki dla powiatu czarnkowsko – trzcianeckiego.
W granicach obszaru funkcjonuje miejsko-gminna sieć biblioteczna obejmująca:
- bibliotekę główną, w której mieszczą się:
  - Wypożyczalnia dla dorosłych
  - Czytelnia
  - Dział zbiorów specjalnych
  - Oddział dla dzieci i młodzieży
- oraz sześć filii bibliotecznych w:
  - Białej
  - Łomnicy
  - Niekursku
  - Nowej Wsi
  - Rychliku
  - Siedlisku

Do podstawowych zadań trzcianeckiej biblioteki należy rozwijanie oraz
zaspakajanie potrzeb czytelników. Jako instytucja kulturalna od
początku swojego istnienia uczestniczy w życiu społeczności lokalnej.
Organizuje wystawy, konkursy literackie oraz plastyczne,
a także spotkania z poezją śpiewaną oraz spotkania
autorskie. Gośćmi biblioteki byli m.in. Krzysztof Mroziewicz,
Ewa Chotomska, Ernest Bryll, Kira Gałczyńska, Małgorzata Kalicińska, Maria Czubaszek, Jan Nowicki. Placówka prowadzi również działalność kulturalno-oświatową związaną z obchodami rocznic. Od 2007 roku przy
bibliotece działa Dyskusyjny Klub Książki. Biblioteka jest organizatorem Powiatowego Konkursu Poetyckiego imienia Andrzeja Sulimy-Suryna oraz kursu komputerowego dla seniorów "Senior potrafi".

## Historia
Biblioteka Publiczna Miasta i Gminy im. Kazimiery Iłłakowiczówny powstała 7 lipca 1946 roku jako Powiatowa Biblioteka Publiczna i mieściła się w dwóch małych na poddaszu zdewastowanego budynku przy ul. Sikorskiego 53. Księgozbiór, który na początku liczył 400 woluminów, rósł w szybkim tempie. Darczyńcami byli mieszkańcy Trzcianki oraz instytucje z Poznania. Od 1946 roku biblioteka regularnie otrzymywała komplety książek z Kuratorium Okręgu Szkolnego Poznańskiego. Pod koniec 1946 roku, księgozbiór biblioteki zawierał 1540 tomów. W tym czasie biblioteka była również w posiadaniu około 2500 książek naukowych w języku niemieckim. 18 grudnia 1949 r. otwarto Miejską Bibliotekę Publiczną Miasta Trzcianka. W 1964 roku biblioteka została połączona z Powiatową Biblioteką Publiczną. W 1975 r. zmieniła swoją nazwę na Rejonowa Biblioteka Publiczna. 1 lipca 1984 r., jako Biblioteka Publiczna Miasta i Gminy w Trzciance, objęła nadzór nad sześcioma bibliotekami w gminie. 27 maja 1988 roku odbyło się przekazanie bibliotece dawnego lokalu restauracji "Polonia" przy ul. Sikorskiego 22 o powierzchni 1000 m kwadratowych, przystosowanego
do zadań bibliotecznych. Uchwałą Rady Miejskiej z 27 czerwca 1996 r. biblioteka otrzymała imię poetki Kazimiery Iłłakowiczówny. Pod koniec 1997 roku rozpoczęła się komputeryzacja biblioteki systemem SOWA.

## Nagrody
- Wyróżnienie w Konkursie na najlepiej przeprowadzoną kampanię "Cała Polska czyta dzieciom" w roku szkolnym 2006/2007, 2007/2008, 2008/2009
- Wyróżnienie w ogólnopolskim konkursie "Mistrz Promocji Czytelnictwa 2009", organizowanym przez Stowarzyszenie Bibliotekarzy Polskich i Polską Izbę Książki
- Dyplom "Za zasługi w upowszechnianiu książki i czytelnictwa" przez Ministra Kultury i Sztuki
- Wyróżnienie w konkursie "Wiosenna Zbiórka Książek 2007" – przyznane przez organizatora kampanii – Fundację ABCXXI – "Cała Polska czyta dzieciom"
- Medal w konkursie na najlepiej przygotowaną kampanię "Cała Polska czyta dzieciom" 2006
- Medal za zasługi na rzecz bibliotekarstwa i czytelnictwa przyznany przez Zarząd Główny Stowarzyszenia Bibliotekarzy Polskich 2006[1]